# Shiver
Shiver is een single geschreven en opgenomen door de Britse alternatieve-rockband Coldplay.

## Geschiedenis
Het nummer werd, in samenwerking met de Engelse producer Ken Nelson, opgenomen voor hun debuutalbum Parachutes. Zanger Chris Martin zei over het nummer dat het speciaal geschreven was voor een specifieke vrouw, waardoor erover gespeculeerd werd in de media. Het lied bevat invloeden van de Amerikaanse singer-songwriter Jeff Buckley.
In de Single Top 100 bereikte het de 100e plaats.

## Tracklist
Cd
1. "Shiver" – 5:02
2. "For You" – 5:45
3. "Careful Where You Stand" – 4:47